# Lípa na náměstí Padlých v Nebušicích
Lípa na náměstí Padlých v Nebušicích je významný strom, který roste v Praze 6 na konečné autobusů v Nebušicích mezi ulicemi Tuchoměřická a Koncová.

## Popis
Lípa roste na zatravněné ploše na točně autobusů. Obvod kmene má 234 cm (2015), výška není uvedena. Do databáze významných stromů Prahy byla zařazena roku 2013.

## Historie
Na bývalé návsi Nebušic byly 10. května 1881 zasazeny čtyři lípy na počest sňatku korunního prince Rudolfa s Její královskou výsostí belgickou princeznou Stefanií. Vysazeny byly u "rybníčka" při domku čp. 95 a u "kříže" při usedlosti čp. 3." z rozhodnutí obecního výboru na popud obecního politického úřadu. Chráněná lípa je údajně jedinou z nich dochovanou.

## Významné stromy v okolí
- Lípa svobody v Nebušicích